# Karuho Shiina
Karuho Shiina (椎名軽穂 Shiina Karuho; Haboro, 23 ottobre 1975) è una fumettista giapponese, attualmente residente ad Hokkaidō.
È un'autrice di shōjo manga la cui prima opera risale a quando aveva soli 15 anni. Autrice di Crazy for You (2003) e Kimi ni todoke (2006), vincitore del premio best shōjo durante la 32ª edizione del Kodansha Manga Award.

## Opere
- Analog apaato (1996)
- Orange Apartment (1997)
- Stand by Me (1998)
- Ibitsu na hoshi no katachi (1999
- Garakuta Planet (1999)
- Hi ga Kuretemo Aruiteru (2001)
- Sakura Ryou March (2001)
- Ashita wa docchi da (2002)
- Koi ni ochiru  (2002)
- Aoi futari (2003)
- Crazy for You (2003)
- Kimi ni todoke (2006-2017)